# NGC 1583
NGC 1583 é uma galáxia lenticular (S0) localizada na direcção da constelação de Eridanus. Possui uma declinação de -17° 35' 46" e uma ascensão recta de 4 horas, 28 minutos e 20,7 segundos.
A galáxia NGC 1583 foi descoberta em 1886 por Frank Leavenworth.